# Babakan Asem (Teluknaga)
Babakan Asem is een bestuurslaag in het regentschap Tangerang van de provincie Banten, Indonesië. Babakan Asem telt 8687 inwoners (volkstelling 2010).